# Пургин, Валентин Петрович
Валентин Петрович Пургин (настоящие имя и фамилия — Владимир Голубенко; 1914 — 5 ноября 1940, Москва) — советский журналист и мошенник, сумевший обманом добиться присвоения себе звания Героя Советского Союза.

## Биография
Владимир Голубенко родился в 1914 году на Урале в рабочей семье.
Не окончив средней школы, в 1933 году он был впервые осуждён за кражу. В 1937 году вновь арестован и осуждён за кражу, мошенничество и подлог. Вскоре после прибытия в Дмитровлаг в том же году бежал. В поезде похитил у случайного попутчика паспорт на имя Валентина Петровича Пургина.
С этим документом приехал в Свердловск, где поступил в Военно-транспортную академию и устроился корреспондентом в местную железнодорожную газету «Путёвка». Через некоторое время Голубенко-Пургин уехал в Москву, где использовал поддельные документы, в числе которых, помимо собственно паспорта, были также поддельные аттестат об окончании средней школы, характеристика с места учёбы, написанная в превосходных тонах, и рекомендательное письмо от начальника Свердловской Военно-транспортной академии.
В Москве Пургин устроился на работу в газету «Гудок», но вскоре познакомился с сотрудниками газеты «Комсомольская правда» Ильёй Аграновским и Донатом Могилевским, которые в свою очередь познакомили его с временно исполняющим обязанности ответственного редактора Аркадием Полетаевым. Пургин вошёл к нему в доверие и устроился на работу корреспондентом «Комсомольской правды» без положенной проверки. Он стал быстро делать карьеру — 17 марта 1939 года был назначен заместителем начальника военного отдела редакции газеты. По воспоминаниям сотрудников издания, он создавал вокруг себя ореол таинственности, намекал на связь с НКВД, иногда появлялся на людях с орденом Красного Знамени, причём всегда отказывался рассказать, за что его наградили. Как позже выяснило следствие, орден был им незаконно присвоен. В ходе следствия также выяснилось, что мать Пургина работала ночной уборщицей в здании Президиума Верховного Совета СССР. Убирая кабинет председателя ВС Михаила Калинина, она занималась хищением орденов и орденских книжек. Подделывая документы, Пургин нанимал гравёра. Через некоторое время его мать и гравёр были арестованы, но сам Пургин с тремя орденами сумел скрыться и был объявлен в розыск, поэтому он никогда не отправлял своих документов в вышестоящие инстанции.
В июле 1939 года Пургин был откомандирован на Дальний Восток, где разгорелся конфликт между Японией и Монголией. Осенью того же года в редакцию «Комсомольской правды» пришло сообщение о том, что Пургин находится в военном госпитале в Иркутске после боёв на реке Халхин-Гол. В редакцию Пургин вернулся уже награждённым орденом Ленина, при этом представление на награждение было написано от части, расквартированной в западных областях СССР. Как позже установило следствие, бланки, на которых были написаны представления на награждение и письмо о лечении в госпитале, были похищены Пургиным из штаба отдельной 39-й дивизии особого назначения, расквартированной в городе Гродно Белорусской ССР. 5 декабря 1939 года в «Комсомольской правде» был опубликован очерк Пургина «Мирная специальность» о герое-трактористе Валентине Черепанове, написанный якобы в сентябре 1939 года на Белорусском фронте. В конце 1939 года Пургин стал кандидатом в члены ВКП(б), подделав два поручительства от большевиков с большим партийным стажем.

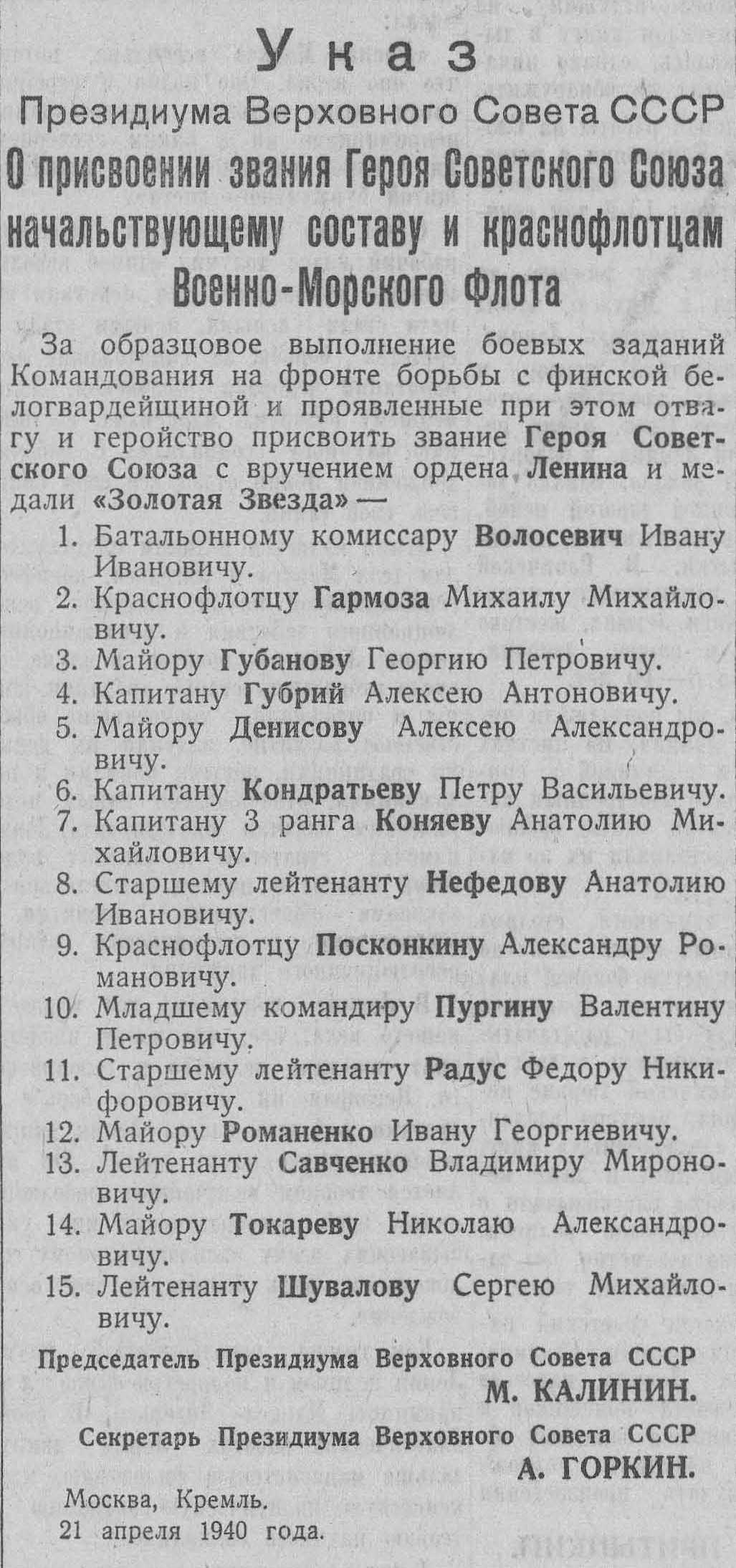
Указ Президиума ВС СССР о присвоении звания Героя Советского Союза от 21 апреля 1940 года

В январе 1940 года в редакцию газеты пришло письмо, напечатанное на бланке отдельной 39-й дивизии, в котором предлагалось направить Пургина в Ленинград со спецзаданием, а если через три месяца он не вернётся, считать его отбывшим на учёбу в Транспортную академию. Заведующий отделом кадров усомнился в законности таких условий, но за Пургина заступился один из членов редколлегии: «Он же не просто корреспондент, а разведчик». В результате, закрыв глаза на странные условия, ему оформили командировку на срок с 24 января по 25 апреля 1940 года.
С 24 января 1940 года Пургин якобы служил в действующей армии на финском фронте. На самом деле он никуда не уезжал, а жил на московской квартире у своего приятеля и коллеги по «Комсомольской правде» Могилевского. Вместе с ним и ещё одним близким приятелем Аграновским он тратил свои командировочные на «красивую жизнь» в пивных и ресторанах.
После окончания советско-финской войны в газетах регулярно публиковались длинные списки награждённых. Возможно, так Сталин хотел показать, что это был героический поход. Пургин решил воспользоваться случаем и произвести себя в Герои Советского Союза. В марте 1940 года в наркомат ВМФ поступил наградной лист на бланке особой 39-й дивизии, заверенный печатью и подписями командования о представлении младшего командира Пургина Валентина Петровича к званию Героя Советского Союза. Просмотрев документы Пургина, уже неоднократно награждённого орденами и занимавшего важную должность в печатном органе ЦК ВЛКСМ, сотрудники наградного отдела, отправили представление в Президиум Верховного Совета СССР. Указ о присвоении Валентину Пургину звания Героя Советского Союза с вручением ордена Ленина и медали «Золотая Звезда» был подписан 21 апреля 1940 года, а на следующий день опубликован в центральной печати. Сам же Пургин с женой, начинающей журналисткой «Комсомольской правды» Лидией Бокашовой, в это время находился на отдыхе в Сочи. Через месяц, 22 мая 1940 года в той же газете появился хвалебный очерк И. Аграновского о мнимых подвигах военкора Пургина.
23 мая 1940 года мошенника опознали по фотографии, накануне опубликованной в очерке, и арестовали у Спасских ворот Кремля, куда он направлялся для получения награды. 24 августа 1940 года Военная коллегия Верховного Суда СССР приговорила Валентина Петровича Пургина, он же Владимир Петрович Голубенко, 1914 года рождения, ранее дважды судимого, в 1937 году бежавшего из мест лишения свободы, к смертной казни через расстрел. 5 ноября 1940 года приговор был приведён в исполнение. Поскольку указ о присвоении Пургину-Голубенко звания Героя Советского Союза уже был подписан, то по представлению органов следствия он был отменён новым Указом Президиума Верховного Совета СССР от 20 июля 1940 года.
История Пургина является уникальной в своём роде: ни до, ни после него никому не удалось обманом официально получить высшую государственную награду СССР.
В годы Великой Отечественной войны имел место случай фабрикации немецкой разведкой вырезок из советских газет с указами о присвоении звания Героя Советского Союза и награждении орденами и медалями Петра Таврина, который на деле был немецким агентом-боевиком. Но в отличие от Пургина, который пошёл на подлог и фальсификацию в собственных интересах, в деле Таврина эта фабрикация была элементом легендирования для выполнения задачи, поставленной перед ним немецким командованием.